# 琯頭鎮
琯頭鎮（かんとう-ちん）は福建省連江県に属し、同県の最南部、閩江の北岸にある。西は福州市馬尾区に接している。面積は62平方キロメートルで同鎮には26の行政村がある。付属島嶼に粗芦島（東岸村、後沙村、蓬岐村、定岐村、塘下村、龍沙村）、川石島、虎椆島、五虎礁などがある。観光地としては長門砲台や林森蔵骨塔がある。

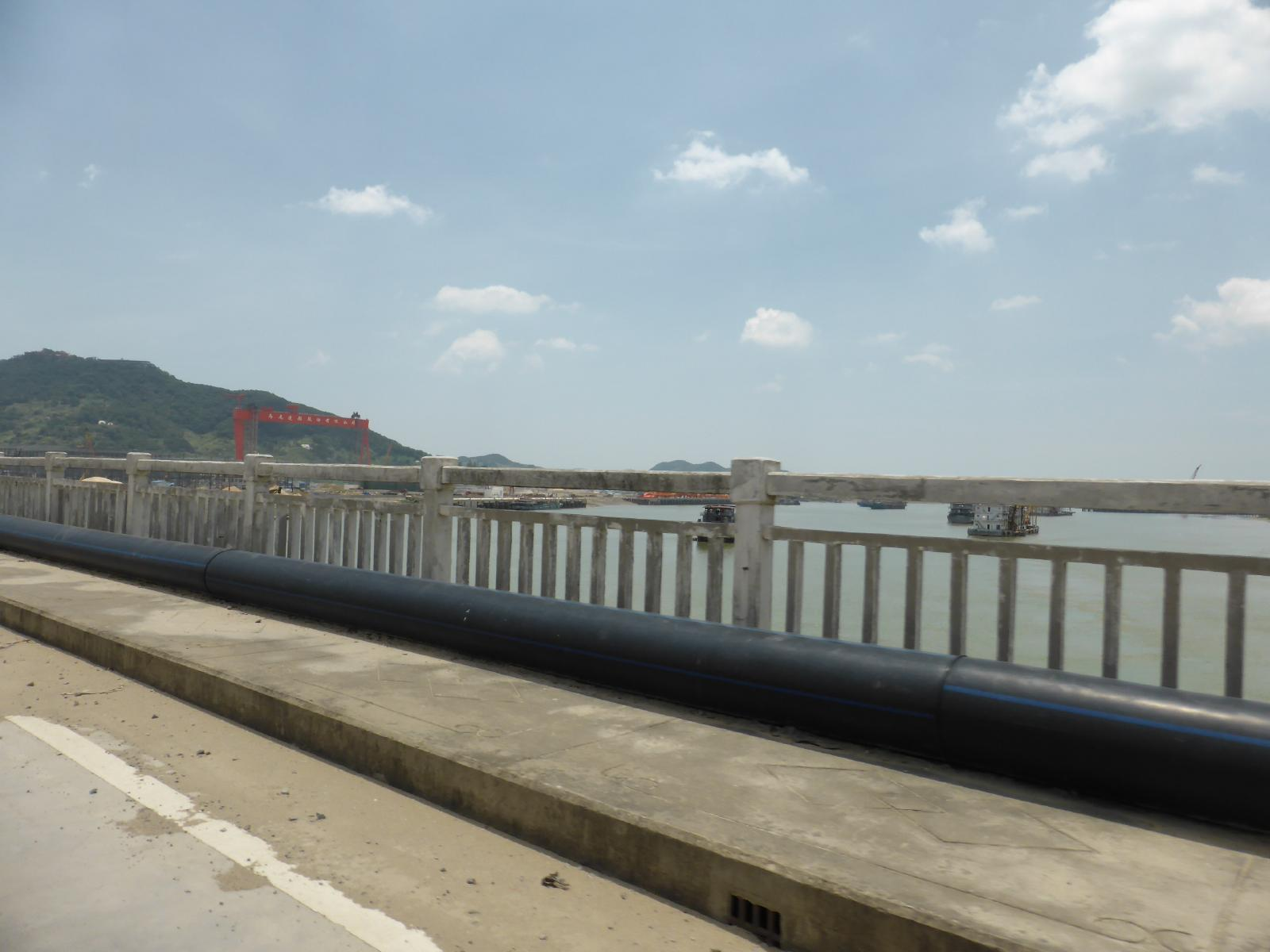
粗芦島へ渡る橋

## 施設
- 客運専用碼頭（川石島や壺江島行きの船が出ている）